# Metaphidippus perscitus
Metaphidippus perscitus är en spindelart som beskrevs av Arthur M. Chickering 1946. Metaphidippus perscitus ingår i släktet Metaphidippus och familjen hoppspindlar. Inga underarter finns listade i Catalogue of Life.